# Prochiraliteit

Een sp^{2}-gehybridiseerd koolstofatoom, met re- en si-kant.

De term prochiraal wordt in de stereochemie gebruikt voor organische, organometaal- of anorganische verbindingen die in een enkele reactie van achiraal naar chiraal omgezet kunnen worden.

## Prochirale liganden
Als aan een sp3-gehybridiseerd atoom twee gelijke substituenten aanwezig zijn, kan de ene als pro-R en de andere als pro-S worden aangeduid om onderscheid te maken tussen beide. Door de pro-R-substituent om te zetten in een groep met een hogere prioriteit dan zijn identieke tegenhanger, ontstaat een chiraal centrum met een R-configuratie rond het oorspronkelijke sp3-gehybridiseerde atoom, en omgekeerd.

## Prochirale oppervlakken
Een vlakke structuur met drie bindingen, een sp2-gehybridiseerd atoom, kan omgezet worden naar een chiraal centrum als een substituent óf via de re- of via de si-kant de molecule nadert en een binding vormt. De zijde die re wordt genoemd is deze waarvan de prioriteit van de substituenten met de klok mee afneemt en si deze waarvan de prioriteit met de klok mee toeneemt. De uiteindelijke configuratie, R of S, hangt af van de prioriteit van de nieuwe substituent ten opzichte van de reeds aanwezige substituenten.